# گریت دادینگتون
گریت دادینگتون (به انگلیسی: Great Doddington) یک روستا و محله مدنی در بریتانیا است که در Wellingborough واقع شده‌است. گریت دادینگتون ۱٬۱۲۳ نفر جمعیت دارد.